# Pedagogia di Lev Tolstoj

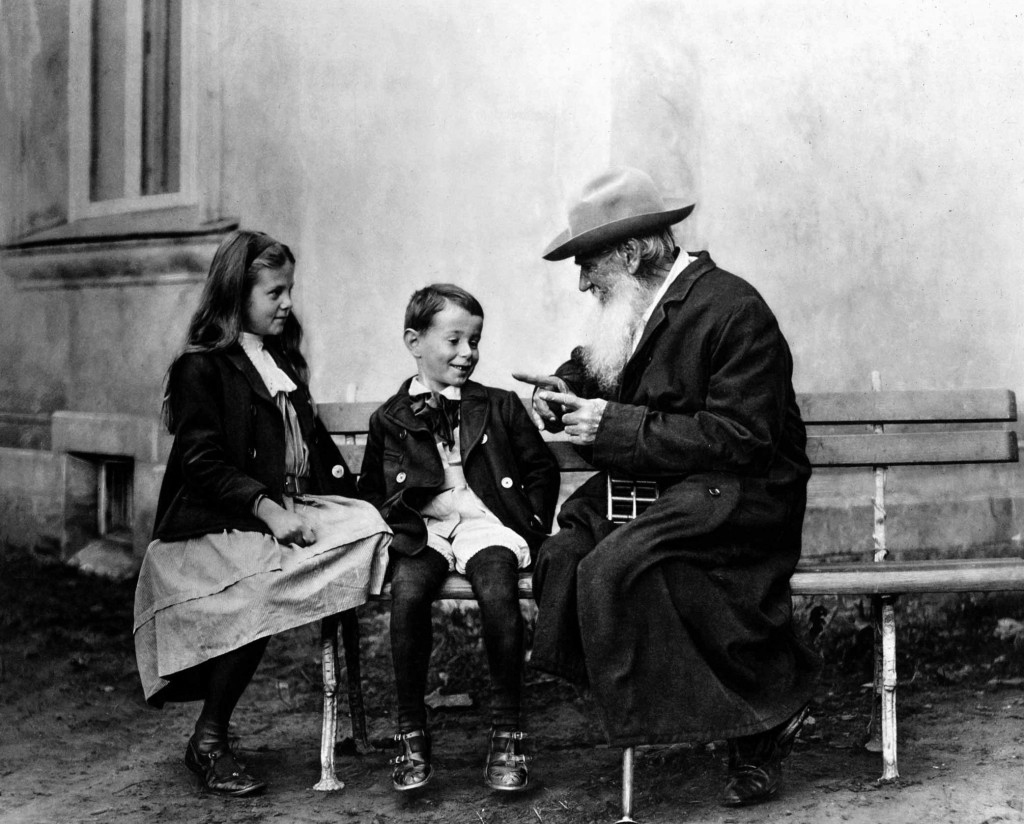
Tolstoj mentre racconta una fiaba. Ricorderà la figlia Tatiana: «Era la storia dei Sette cetrioli [...]: "Un ragazzino entra in giardino. Vede un cetriolo. Un cetriolo grosso così (mostrava con le mani le dimensioni). Lo prende, hop! e lo mangia. (Lo diceva con voce tranquilla e con un tono assai alto.) Il ragazzetto continua a camminare e vede un secondo cetriolo, un cetriolo grosso così. Hop! se lo mangia. (La sua voce si faceva un po' rotonda.) Va avanti, vede un terzo cetriolo, un cetriolo grosso così... (papà indica con le mani una lunghezza di circa quaranta centimetri) e, hop! se lo mangia. [...] E così via fino al settimo cetriolo. La voce di papà era sempre più forte, sempre più grave. [...] Quando papà mostrava come il ragazzetto mangiava il settimo cetriolo la sua bocca sdentata raggiungeva tali dimensioni che faceva paura vederla».

Lev Tolstoj (1828 - 1910), scrittore, filosofo, educatore e attivista sociale russo.

## Opere e scuole
Già nel 1849 Tolstoj aveva iniziato ad organizzare delle scuole per i figli dei suoi contadini.
Dopo ben poco tempo, visto il successo della sua prima scuola di Jasnaja Poljana, inizia ad approfondire i problemi della pedagogia e comincia a pensare ad un modello di scuola statale per tutta la Russia. Scriverà anche al fratello del Ministro dell'Istruzione Nazionale. Non otterrà però alcun incoraggiamento.
Nel 1860 scrive il suo primo saggio di pedagogia: Osservazioni e materiali pedagogici e comincia ad abbozzare il progetto d'una società per l'istruzione popolare.
Nel 1861 le scuole da lui fondate sono diventate dodici (negli anni aumenteranno sempre più) e vi lavora lui pure come maestro. Nel 1862 scrive – nei mesi antecedenti e successivi al suo matrimonio, avvenuto in quell'anno – numerosi saggi pedagogici, tra cui il celebre Chi ha bisogno di imparare a scrivere da chi: i ragazzi contadini da noi, o noi dai ragazzi contadini?
Nel 1872 esce il voluminoso Abecedario, che sarà – con oltre un milione di copie vendute – uno dei maggiori successi di Tolstoj. L'anno successivo infuriano le polemiche sui suoi metodi pedagogici. Il Comitato moscovita per l'alfabetizzazione procede ad un esperimento pubblico per valutare – prima su una classe di operai analfabeti, poi su una classe di bambini – l'efficacia del metodo innovativo con cui Tolstoj insegnava a leggere e a scrivere. La commissione reputa l'esito soddisfacente ma non probante.
Nel 1874 Tolstoj sospende la stesura di Anna Karenina per dedicarsi interamente alla pedagogia e alla direzione delle sue scuole, che sono ormai una settantina. Scrive una Grammatica per le scuole rurali e pubblica il saggio L'istruzione pubblica, la cui tesi fondamentale è la seguente: se l'istruzione vuole essere di reale profitto, va fondata su una libertà d'apprendimento che consenta agli allievi di scegliere da sé che cosa studiare e che cosa no, il docente deve adattarsi alle loro scelte. Ne deriva un'aspra critica, da parte dell'autore, al vigente sistema scolastico.
Nel 1875 pubblica una riedizione dei racconti dell'Abecedario con il titolo I quattro libri russi di lettura.
Nel saggio Il regno di Dio è in voi (1893) Tolstoj critica il sistema dell'istruzione obbligatoria perché vi vede uno strumento di controllo, più che di elevazione delle masse.

### Come si svolgevano le lezioni
All'ingresso della scuola di Jasnaja Poljana si trovava un cartello con scritto "entra ed esci liberamente".
Le lezioni iniziavano tra le 8 e le 9, a mezzogiorno si interrompeva per il pranzo ed un riposo, e si riprendeva al pomeriggio per 3 o 4 ore.
Esistevano tre classi, junior, middle e senior.
Non esistevano posti scelti dall'esterno per loro, ma ogni bambino sceglieva autonomamente il proprio posto. 
Non erano prescritti compiti da svolgere a casa. 
Tolstoj stesso insegnava matematica, fisica, storia ed altre materie ai senior.

### Contenuti
È necessario premettere che a metà dell'Ottocento in Russia non era prevista la scuola per i figli dei contadini.
Tolstoj si porrà alcuni grandi problemi riguardo all'istruzione:
- Esiste un diritto di educare? Ed ancora chi è che educa? Tolstoj capisce che la scuola esprime la cultura delle classi dominanti. E se ciò può anche essere "giusto" per i figli delle classi agiate, non va bene per i figli dei contadini. E quindi che valori proporre? La soluzione sarà proporre una scuola totalmente libertaria e con un grande rispetto per la cultura dell'altro.(inevitabili a questo punti i paralleli con Don Milani). Non a caso "Tolstoj, uno dei più grandi scrittori che siano mai esistiti, quando  si trattava di insegnare a scrivere ai suoi piccoli contadini, si chiede:  i figli dei contadini devono imparare a scrivere da noi, o siamo noi che dobbiamo impararlo da loro?"[6]

- Perché l'istruzione?

Tolstoj riteneva che la carenza di istruzione fosse una delle cause del dispotismo, della violenza e dell'ingiustizia. 
È ancora importante notare come questa convinzione avvenisse in un periodo in cui da una parte iniziava la rivoluzione industriale in Russia e dall'altra era stata appena abolita la servitù della gleba (1861). In quest'ottica lo sviluppo capitalistico subordinava la conoscenza scientifica e tecnologica a suoi scopi, invece di indirizzarli al bene comune.
- Come creare una scuola non dogmatica.

La scuola deve essere non obbligatoria per cui, se l'educazione sarà buona, sorgerà spontanea la necessità dell'istruzione, come avviene con la fame. 

Un tratto caratteristico era il non sminuire mai la conoscenza, le abilità che i bambini portavano da fuori dalla scuola. A quel tempo (ma non solo!) le conoscenze provenienti dal mondo non scolastico venivano normalmente ritenute non utili o persino controproducenti.
- Ancora, col passare del tempo, maturerà una concezione della scuola ove il docente sia allo stesso tempo educatore ed istruttore.

Comprenderà infatti come l'insegnante eserciti sia una influenza consapevole che inconsapevole sul discente: "la vita stessa dell'insegnante e delle altre persone attorno costituiscono la parte inconscia. Egli riconosce che il bambino si accorge se fingo oppure credo veramente a quanto affermo"
(Lev Tolstoj, carteggio confidenziale con Aleksandra Andreevna Tolstaja, lettera di fine novembre 1865)
La conclusione è illuminante nella sua semplicità:
(Lev Tolstoj, lettera a Pavel Birjukov)